# Сирандаро
Сирандаро (исп. Zirándaro) — муниципалитет в Мексике, входит в штат Герреро. Население 20 053 человека.